# Bryconamericus grosvenori
Bryconamericus grosvenori är en fiskart som beskrevs av Eigenmann 1927. Bryconamericus grosvenori ingår i släktet Bryconamericus och familjen Characidae. Inga underarter finns listade.